# Čipka
Čipka je samostalni, šupljikavi, ručni rad koji nastaje u doba renesanse na prostoru Mediterana i zapadne Europe.
Čipkarstvo kao specifičan oblik tekstilnog rukotvorstva svoje korijene nalazi u rudimentarnim zahvatima izrade tekstilnih tvorbi – različitom preplitanju niti. Njegov predmet izrade je ukrasna tvorba – čipka. Dvije osnovne tehnike izrade čipke su šivanje iglom (čipka na iglu) i preplitanje niti pomoću batića (čipka na batiće). 

## Povijest
Vrijeme nastanka prave čipke je renesansa, razdoblje kada se u umjetnosti napušta teški srednjovjekovni kolorit, pa se i u oblikovanju tekstila traži nova ljepota u jednostavnosti i čistoći bjeline. Mjesto nastanka prvih čipaka područje je Europe. Prema dosadašnjim spoznajama, čipka na iglu nastaje u širem okružju Mediterana, na području Venecije, dok se istovremeno vještina čipkarstva na batiće razvila u okolici Antwerpena u Belgiji.

## Čipkarstvo u Hrvatskoj
Razvitak čipkarstva u Hrvatskoj imao je nešto drugačiji slijed nego u ostatku Europe. Iako početkom vezano uz svećenstvo i plemićki stalež, čipkarstvo do Hrvatske tradicijskom predajom i materijalnim ostacima dolazi kao dio etnografske baštine, vezano uz seosku populaciju. Nalazi ga se kao dio tradicijskog tekstilnog rukotvorstva u okviru autarhične seoske proizvodnje, a namijenjeno je bilo prvenstveno ukrašavanju ženske tradicijske odjeće i platnenog posoblja. 
Na takvim tradicijama u pojedinim se regijama, odnosno lokalitetima, u okviru crkvenih ili društvenih institucija osnivaju tečajevi, škole i/ili radionice u kojima izrada čipke često poprima oblik obrtničke proizvodnje i služi u komercijalne svrhe.
Danas u Hrvatskoj postoje tri glavna centra izrade čipke, čije je djelovanje nastavak duge tradicije. To su u Hrvatskom zagorju Lepoglava s čipkom na batiće, a na Jadranu Pag s čipkom na iglu i Hvar s čipkom od agave.

## Čipka u odjeći
- Marija I., kraljica Škotske
- Katarina Parr
- Jakov I. Stuart
- Elizabeta I.

## Vanjske poveznice
|  | Zajednički poslužitelj ima još gradiva o temi Čipka |

- Tekstilno rukotvorstvo Hrvatska tehnička enciklopedija, portal hrvatske tehničke baštine. LZMK